# デンバー・クエリョ
デンバー・クエリョ（Denver Cuello、1986年12月12日 - ）は、フィリピンのプロボクサー。イロイロ州カバトアン出身。

## 来歴
2004年8月28日、プロデビュー。判定負けに終わった。
2007年7月7日、アルマンド・クルスとフィリピンGABミニマム級王座を賭け対戦し、12回判定勝ちで王座を獲得しその王座は3度防衛した。
2009年4月19日、松本博志と空位のWBCインターナショナルミニマム級王座決定戦を行い、3回と4回にダウンを奪い、4回レフェリーストップを呼び込み王座獲得に成功した。
WBCインターナショナルミニマム級王座を1度防衛し、2010年5月22日、メキシコシティにあるアウディトリオ・プラザにて、WBC世界ミニマム級王者井岡一翔への挑戦権を賭けフアン・エルナンデスと対戦した。2回にダウンを奪われエルナンデスに先手を奪われた。しかし3回クエリョがダウンをボディショットで奪い返すも、レフェリーがローブローと判断し試合を止めエルナンデスに休息を与えるも起き上がれずそのまま失格と裁定され誤審(地元判定)に泣かされた形で井岡一翔に挑戦するチャンスを逃した。その後クエリョ陣営の抗議するも覆らず。WBCが後日ビデオ検証した結果クエリョのKO勝ちに値すると裁定したが指名挑戦者はエルナンデスに変わりないとの判断に終わった。
試合後サウル・アルバレス率いるカネロプロモーションズと契約を交わした。
2010年9月25日、元IBF世界ミニマム級王者ムハンマド・ラクマンとWBCインターナショナルミニマム級王座2度目の防衛戦を行い、序盤からクエリョペースで進み、5回にダウンを奪った。その後ベテランラクマンに何もさせず9回レフェリーストップを呼び込み2度目の防衛に成功した。なおこの試合でラクマンは自身初のKO負けになった。その後3度防衛し王座を返上。
2011年10月15日、カルロス・ペレスとWBC世界ミニマム級シルバー王座を賭け対戦した。初回からプレッシャーを賭けて追い詰めボディショットを放ってダウンを奪った。その後レフェリーがカウントを途中でストップをコールし、初回1分37秒TKO勝ちで王座獲得に成功した。
2012年5月19日、元WBC世界ミニマム級シルバー王者ガニガン・ロペスと初防衛戦を行い、2回2分37秒TKO勝ちで新旧王座対戦を制し初防衛に成功した。
熊朝忠に中国でのボクシング人気構築を期待するWBC会長ホセ・スライマンは強豪クエリョとの対戦を回避させる為、クエリョに対戦待機料として25,000ドルを支払っている。
2013年6月28日、ドバイのドバイワールドトレードセンターでWBC世界ミニマム級王者熊朝忠と対戦、初回に左ストレートで熊からダウンを奪うも右肩を負傷、それからは左手一本で最後まで戦い抜いた。4回に熊の攻勢に遭いレフリーストップ寸前まで追い込まれる。9回には熊の頭が当たりクエリョは右目をカット、故意の頭突きとして熊に1点減点が科されたが、試合は0-2（113-113、112-115、110-113）の判定負けを喫し王座獲得に失敗した。その後、現地のプロモーターがクエリョのファイトマネー2万4千ドルを含む、熊のファイトマネー、航空運賃、会場費、ジャッジへのギャラなどを未払いであることが発覚した。
2014年10月11日、約1年4ヶ月ぶりの試合。階級を2階級上げてフライ級で復帰戦を行い7回棄権勝利を収めた。

## 獲得タイトル
- フィリピンGABミニマム級王座
- WBCインターナショナルミニマム級王座
- WBC世界ミニマム級シルバー王座